# Caryophyllia japonica
Caryophyllia japonica är en korallart som beskrevs av Marenzeller 1888. Caryophyllia japonica ingår i släktet Caryophyllia och familjen Caryophylliidae. Inga underarter finns listade i Catalogue of Life.